# Органы внутренних дел Республики Узбекистан
О́рганы вну́тренних дел Респу́блики Узбекиста́н (узб. Oʻzbekiston Respublikasi Ichki ishlar organlari) — правоохранительный орган Республики Узбекистан, входящий в состав Министерства внутренних дел Узбекистана.
23 мая 2019 года президентом страны Шавкатом Мирзиёевым был подписан закон «О внесении изменений и дополнений в некоторые законодательные акты Республики Узбекистан, связанных с обеспечением защиты прав участников уголовного процесса», который изменил в нескольких важнейших документах термин «милиция» на «органы внутренних дел». При этом в Узбекистане до сих пор активно используется термин «милиция». Это связано с многолетней историей употребления этого слова, а также сложностью произнесения термина «сотрудник органов внутренних дел». Также в Узбекистане появилась и туристическая полиция Узбекистана, автомобили и другое оборудование которой маркируется надписью «Police».